# 杜彰
杜彰（1490年—？），字德明，號清溪，大寧前衛軍籍，順天府東安縣人，明朝政治人物。

## 生平
正德二年（1507年）丁卯科順天鄉試第七十六名舉人，嘉靖八年（1529年）中式己丑科會試第一百八十二名，三甲第二十八名進士。授宁波府推官，升主事，考察致仕。

## 家族
曾祖杜榮；祖父杜裕；父杜福，母紀氏。兄杜彬。弟杜彩。